# Hengstberg (Leinebergland)
Der Hengstberg ist ein 415 m ü. NHN hoher Berg im oberen Leinebergland in Südniedersachsen, Deutschland.

## Geographische Lage
Der Berg liegt im südlichen Niedersachsen, südöstlich des Göttinger Waldes zwischen den Ortschaften Mackenrode im Norden und Sattenhausen im Südosten. Die Kreisstadt Göttingen liegt ungefähr sieben Kilometer in westlicher Richtung.

## Naturräumliche Einordnung
Der Berg zählt nach der naturräumlichen Gliederung im Blatt Göttingen zum Reinhäuser Wald (Nr. 373.2) innerhalb des Göttingen-Northeimer Walds (Nr. 373) und ist Teil der Weser-Leine-Berglandes (Nr. 37).

## Besonderheiten

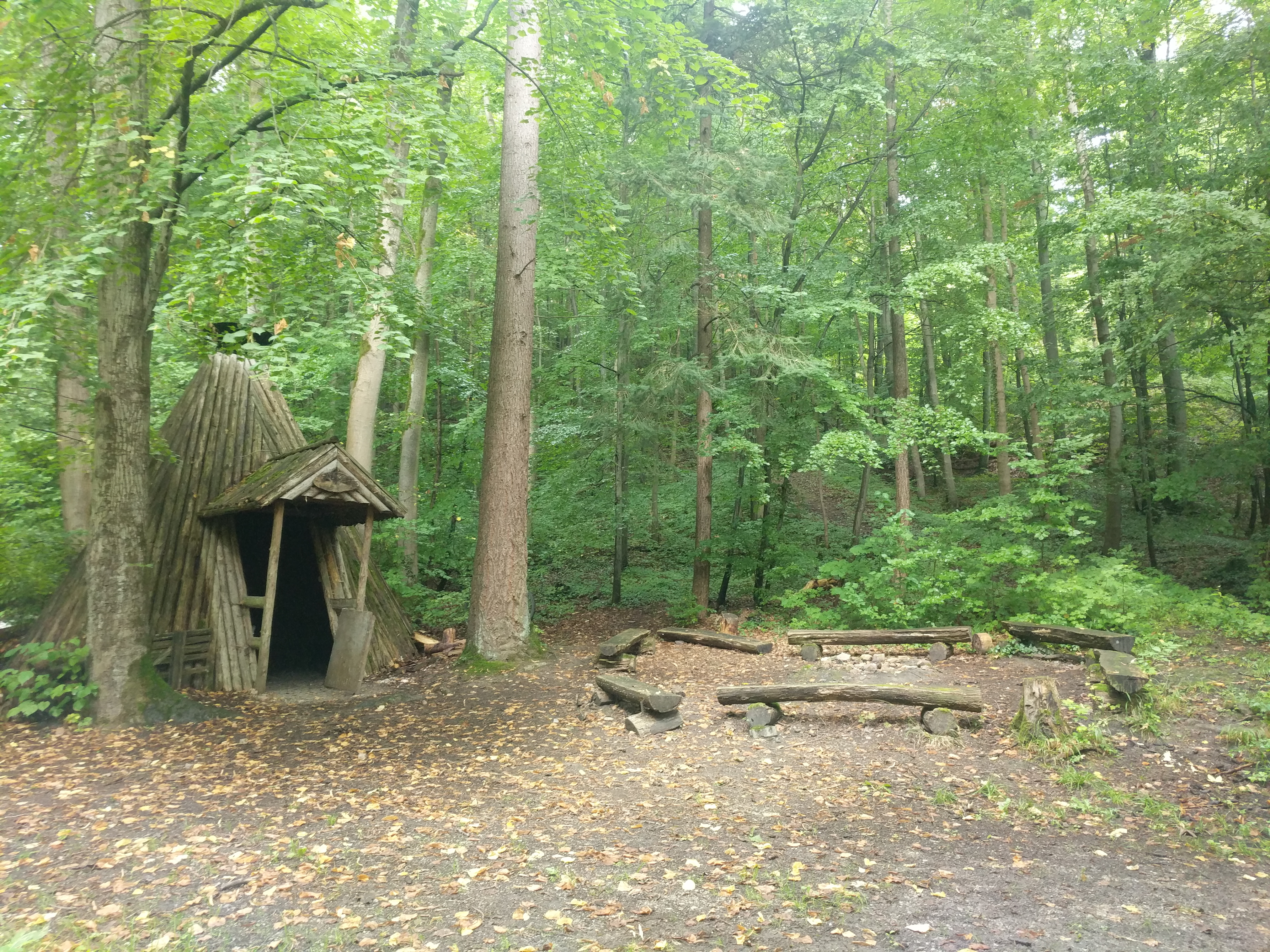
Die Köhlerhütte südwestlich des Hengstberg-Gipfels mit darin und davor befindlicher Feuerstelle

Der komplett bewaldete Berg aus Muschelkalk sitzt der umgebenden Buntsandsteinlandschaft als Zeugenberg auf. Unmittelbar südlich liegt der Kronenberg (385 m), östlich das Becken von Sattenhausen und nordwestlich durch ein schmales Tal getrennt der Göttinger Wald.
Über das Berggebiet führen einige Wanderwege unter anderem zu einem Gipfelkreuz mit Gipfelbuch und zu einer Köhlerhütte an seinem östlichen Fuß. Durch seine interessante Topologie, die teilweise recht anspruchsvollen Trails und die günstige Entfernung von Göttingen hat sich der Hengstberg seit Beginn 2014 zu einem beliebten Ziel der Göttinger Ultraläufer entwickelt. So wird über Einträge im Gipfelbuch die sogenannte Hengstbergchallenge ausgetragen.